# 木头营子站
木头营子站（原名敖汉站），位于中华人民共和国内蒙古自治区赤峰市敖汉旗木头营子乡，是京通铁路上的火车站，建于1980年，由沈阳铁路局管辖。

## 歷史
- 建于1980年。
- 2017年7月1日，原敖汉站更名为木头营子站，原羊场站更名为敖汉站[4][5]。